# 喜蓮之星
喜蓮之星（英語：Helene Star），是一匹1990年代曾在香港出賽的賽駒，先後由練馬師賓康及姚本輝訓練。在1992/93年度獲得香港打吡大賽等多項賽事冠軍，獲選為該年度香港馬王。

## 簡介
「喜蓮之星」由律師胡寶星與其夫人胡方雪芬以及其律師行合伙人張惠慶購入，1991/92至1997/98賽季於香港參賽。多年來由練馬師賓康訓練，最後一賽季轉至姚本輝馬房。
最經典的是1992年11月21日沙田賽馬尾場一、二班混合1400米賽事，直路上，「喜蓮之星」困處包廂，更因受到緊逼，踏著前面「好掂皇子」的後蹄，最後200餘米嚴重失蹄，頓時前跪。騎者巫斯義反應敏捷，立即把座騎抽起，差點兒墮馬，最後卻能挽狂瀾於既倒，奮力殺上，結果反敗為勝，取得了在港的處女勝利。1992/93年度賽季的成績最佳，全季出賽八場中獲得包括香港打吡大賽、華商會挑戰盃、聖安度挑戰碟在內的五連勝，獲選為該年度香港馬王。
喜蓮之星是胡寶星家族名下為數超過二十匹的「喜蓮」系賽駒之中，第一匹奪得香港打吡大賽冠軍，亦是目前為止惟一獲得香港馬王名銜，成就最高的一匹。

## 外部連結
- 香港賽馬會馬匹資料 （页面存档备份，存于）